# Kiyou Shimizu
Kiyou Shimizu (japanisch 清水希容 Shimizu, Kiyou; * 7. Dezember 1993 in Suita-shi in der Präfektur Osaka) ist eine japanische Karateka. Als Karate bei den Olympischen Sommerspielen 2020 in Tokio zum ersten Mal olympische Disziplin wurde, gewann sie in der Kategorie Kata-Einzel die Silbermedaille.

## Leben
Shimizu begann im Alter von neun Jahren mit Karate, weil ihr älterer Bruder diesen Sport ausübte und sie Karate faszinierend fand. Schon drei Jahre später bestand sie die Prüfung zum Schwarzen Gürtel. In den Medien wurde sie auch als „Japan´s queen of karate“ (deutsch: „Japans Karate-Königin“) bezeichnet.
Sie studierte an der Kansai-Universität in Suita Literaturwissenschaften und arbeitet seit ihrem Abschluss als Büroangestellte.

## Karriere
Shimizu ist auf die Karate-Kategorie Kata spezialisiert, die nicht aus einem Kampf mit einem wirklichen Gegner, sondern aus einer Abfolge von festgelegten Bewegungen gegen mehrere imaginäre Gegner besteht. Sie selbst sagte einmal in einem Interview: „Das Faszinierende an Kata ist, dass ich mich trotz einer festen Form wunderbar persönlich darin ausdrücken kann“.
Als sie 2013 die japanische Meisterschaft in der Kategorie Kata-Einzel gewann, war sie mit 20 Jahren die jüngste Frau in der japanischen Karate-Geschichte, die je diesen Titel erlangte. Bis einschließlich 2019 gewann sie jedes Jahr in Japan bei den Karate-Meisterschaften den ersten Platz im Kata-Einzel. Bei den Karate-Weltmeisterschaften 2014 in Bremen und 2016 in Linz errang sie im Kata-Einzel die Goldmedaille. 2018 wurde sie von der spanischen Karateka Sandra Sánchez bei der Weltmeisterschaft in Madrid in der Endrunde übertroffen und erhielt die Silbermedaille.
2017 trat sie bei den World Games im polnischen Breslau an und gewann dort auch Gold. In den Jahren 2014 und 2018 nahm sie auch bei den Asienspielen den ersten Platz ein. Bei den Asienmeisterschaften errang sie 2015 in Yokohama, 2018 in Amman und 2019 in Jakarta die Goldmedaille.
Ein Höhepunkt ihrer Karriere war die Teilnahme an den Olympischen Sommerspielen 2020 in Tokio, die wegen der COVID-19-Pandemie erst im August 2021 stattfanden. Bei diesen Olympischen Spielen war Karate zum ersten Mal olympische Disziplin. Shimizu wurde von der japanischen Nationaltrainerin Rika Usami für den Wettkampf trainiert. Sie unterlag in der Kategorie Kata-Einzel im Finale der Spanierin Sandra Sánchez und erzielte mit 27,88 Punkten die Silbermedaille. Im Herbst 2021 nahm Shimizu auf der offiziellen Ranking-Liste der World Karate Federation den zweiten Platz ein.